# Список переможців 2021 року у чарті M Countdown
M Countdown – це музичне шоу, яке дає змогу південнокорейським виконавцям просувати свої альбоми та сингли на телебаченні. Дана телепрограма має власний чарт і кожного тижня, у фіналі шоу, опираючись на власну систему оцінювання, визначається переможець.
Станом на жовтень 2021 року 26 композицій зайняли перше місце у чарті та 23 виконавці отримали переможні трофеї. Три композиції отримали потрійну корону, кожна з них три тижні займала перше місце: «Hwaa» жіночого гурту (G)I-dle, «Hot Sauce» бой-бенду NCT Dream та «Sticker» бой-бенду NCT 127. Найбільшу кількість балів отримали SHINee 4 березня з композицією «Don’t Call Me».

## Система оцінювання
З 28 травня 2020 діє наступна система оцінювання з максимальною кількістю балів  — 11,000:
| макс: 4500                                | + | макс: 1500                                                            | + | макс: 1500                  | + | макс: 1500                | + | макс: 1000                                             | + | макс: 1000                                                           |
|                                           | + |                                                                       | + |                             | + |                           | + |                                                        | + |                                                                      |
| 45% Цифрові показники (Melon, Genie, FLO) | + | 15% Соціальні медіа (кількість переглядів музичного відео на YouTube) | + | 15% Фізичні продажі альбому | + | 15% Глобальне голосування | + | 10% оцінка транляцій (Mnet TV, MCD Stage, M2 Contents) | + | 10% голосування під час ефіру (тільки для кандидатів на перше місце) |
|                                           |   |                                                                       |   |                             |   |                           |   |                                                        |   |                                                                      |

## Список переможців чарту
|   | Потрійна корона     |
|   | Найвищий бал за рік |
| — | Шоу не проводилося  |

| Епізод | Дата         | Артист             | Композиція                         | Бали               | Примітки      |
| ------ | ------------ | ------------------ | ---------------------------------- | ------------------ | ------------- |
| —      | 7 січня      | Переможців не було | Переможців не було                 | Переможців не було | [ 3 ] [ 4 ]   |
| 694    | 14 січня     | Rain & J. Y. Park  | «Switch to Me»                     | 5,886              | [ 5 ] [ 6 ]   |
| 695    | 21 січня     | (G)I-dle           | «Hwaa»                             | 9,594              | [ 7 ] [ 8 ]   |
| 696    | 28 січня     | (G)I-dle           | «Hwaa»                             | 7,725              | [ 9 ]         |
| 697    | 4 лютого     | (G)I-dle           | «Hwaa»                             | 7,173              | [ 10 ] [ 11 ] |
| —      | 11 лютого    | Переможців не було | Переможців не було                 | Переможців не було | [ 12 ]        |
| 698    | 18 лютого    | Кім У Сок          | «Sugar»                            | 6,747              | [ 13 ] [ 14 ] |
| 699    | 25 лютого    | Кан Даніель        | «Paranoia»                         | 8,599              | [ 15 ]        |
| 700    | 4 березня    | SHINee             | «Don’t Call Me»                    | 10,990             | [ 16 ]        |
| 701    | 11 березня   | SHINee             | «Don’t Call Me»                    | 7,505              | [ 17 ]        |
| 702    | 18 березня   | Brave Girls        | «Rollin'»                          | 6,347              | [ 18 ]        |
| 703    | 25 березня   | Rosé               | «On the Ground»                    | N/A                | [ 19 ]        |
| 704    | 1 квітня     | IU                 | «Lilac»                            | 7,064              | [ 20 ]        |
| 705    | 8 квітня     | Rosé               | «On the Ground»                    | 7,483              | [ 21 ]        |
| 706    | 15 квітня    | Astro              | «One»                              | 9,097              | [ 22 ]        |
| —      | 22 квітня    | Переможців не було | Переможців не було                 | Переможців не було | [ 23 ]        |
| 707    | 29 квітня    | NU'EST             | «Inside Out»                       | 7,700              | [ 24 ]        |
| 708    | 6 травня     | Itzy               | «In the Morning»                   | 6,120              | [ 25 ]        |
| 709    | 13 травня    | Itzy               | «In the Morning»                   | 8,526              | [ 26 ]        |
| 710    | 20 травня    | NCT Dream          | «Hot Sauce»                        | 10,800             | [ 27 ]        |
| 711    | 27 травня    | NCT Dream          | «Hot Sauce»                        | 8,275              | [ 28 ]        |
| 712    | 3 червня     | NCT Dream          | «Hot Sauce»                        | 6,723              | [ 29 ]        |
| 713    | 10 червня    | TXT                | «0X1=Lovesong (I Know I Love You)» | 6,770              | [ 30 ]        |
| 714    | 17 червня    | Twice              | «Alcohol-Free»                     | 10,123             | [ 31 ]        |
| 715    | 24 червня    | Twice              | «Alcohol-Free»                     | N/A                | [ 32 ]        |
| 716    | 1 липня      | Seventeen          | «Ready to Love»                    | 7,932              | [ 33 ]        |
| 717    | 8 липня      | NCT Dream          | «Hello Future»                     | 7,915              | [ 34 ]        |
| 718    | 15 липня     | NCT Dream          | «Hello Future»                     | 7,002              | [ 35 ]        |
| —      | 22 липня     | Переможців не було | Переможців не було                 | Переможців не було | [ 36 ]        |
| 719    | 29 липня     | Чон Со Йон         | «Beam Beam»                        | 9,322              | [ 37 ]        |
| —      | 5 серпня     | Переможців не було | Переможців не було                 | Переможців не було | [ 38 ]        |
| 720    | 12 серпня    | Сомі               | «Dumb Dumb»                        | 7,125              | [ 39 ]        |
| 721    | 19 серпня    | The Boyz           | «Thrill Ride»                      | N/A                | [ 40 ]        |
| 722    | 26 серпня    | Red Velvet         | «Queendom»                         | 9,345              | [ 41 ]        |
| 723    | 2 вересня    | Stray Kids         | «Thunderous»                       | 7,180              | [ 42 ]        |
| 724    | 9 вересня    | Stray Kids         | «Thunderous»                       | 9,421              | [ 43 ]        |
| 725    | 16 вересня   | STAYC              | «Stereotype»                       | 8,146              | [ 44 ]        |
| 726    | 23 вересня   | NCT 127            | «Sticker»                          | N/A                | [ 45 ]        |
| 727    | 30 вересня   | NCT 127            | «Sticker»                          | 8,755              | [ 46 ]        |
| 728    | 7 жовтня     | NCT 127            | «Sticker»                          | 9,200              | [ 47 ]        |
| 729    | 14 жовтня    | Itzy               | «Loco»                             | 6,215              | [ 48 ]        |
| —      | 21 жовтня    | Переможців не було | Переможців не було                 | Переможців не було | [ 49 ]        |
| 730    | 28 жовтня    | Seventeen          | «Rock With You»                    | 6,380              | [ 50 ]        |
| 731    | 4 листопада  | NCT 127            | «Favorite (Vampire)»               | 7,549              | [ 51 ]        |
| 732    | 11 листопада | NCT 127            | «Favorite (Vampire)»               | 7,690              | [ 52 ]        |
| —      | 18 листопада | Переможців не було | Переможців не було                 | Переможців не було | [ 53 ]        |
| —      | 25 листопада | Переможців не було | Переможців не було                 | Переможців не було | [ 53 ]        |
| —      | 2 грудня     | Переможців не було | Переможців не було                 | Переможців не було | [джерело?]    |
| —      | 9 грудня     | Переможців не було | Переможців не було                 | Переможців не було | [ 54 ]        |
| —      | 16 грудня    | Переможців не було | Переможців не було                 | Переможців не було | [ 55 ]        |
| —      | 23 грудня    | Переможців не було | Переможців не було                 | Переможців не було | [ 56 ]        |
| —      | 30 грудня    | Переможців не було | Переможців не було                 | Переможців не було | [джерело?]    |